# Garlande-i János
Garlande-i János (latinul: Johannes de Garlandia, franciául: Jean de Garlande, angolul: John of Garland), (Anglia, 1195 körül – Párizs?, 1252 után) latin nyelven író, Franciaországban működő középkori angol filozófus.
Londoni János tanítványa volt 1210-1213 körül, és 1220 körül telepedett le Párizsban. Mint írta, „Anglia az anyám, és Franciaország a dajkám, de jobban szeretem a dajkámat, mint az anyámat”. A párizsi egyetemen működött egy ideig, az 1229-es zavargások és egyetemi sztrájk idején azonban már Toulouse-ban tanított grammatikát. 1232-ben tért vissza Párizsba, és ott is élt haláláig, ami  mindenképpen 1252 után következett be, de egyesek szerint megérte az 1258-as, mások szerint az 1267-es, ismét mások szerint pedig az 1272-es évet is.
Sok mű maradt utána, így az Introductio is cotrapunctum pro rudibus és a Tractatus de cantu plano című két zenei értekezés; egy Dictionarius (a szó itt jelenik meg egyik első alkalommal szótár jelentésben, azonban a szavak nem betűrendben, hanem tematikusan sorakoznak egymás után); a Dictionarius metricus (egy verses szótár) és több költemény, köztük egy eposz (De triumphis Ecclisiae), a híres Morale scolarium, és az Epithalamium (másik címén Liber Virginis Mariae). A Morale scolarium egy művészetek feletti siralom: János szerint Franciaországban a múzsák elnémultak, helyettük csak a jogot és az orvostudományt művelik pénzszerzési célból az emberek. János azt javasolja művében hallgatóinak, hogy olvassák a régi klasszikus írókat, és kerüljék az újabb szegényes kézikönyveket, így Alexander de Villa Dei Doctrinaléját, és Eberhardus Bethuniensis Graecismusát.
Az Epithalamium prológusában János elmeséli a filozófia és a hét szabad művészet földjén tett zarándokútját, illetve utal arra, hogy Isten hogyan öntött bölcsességet Ábrahámba, aki asztronómiát tanított az egyiptomiaknak; Szókratészbe, aki eljutott az igaz Isten ismeretéig; és Platónba, aki jól tudta használni a mózesi könyveket. János szerint később a rómaiak örkölték a görögöktől a szabad művészetek tudományát, még később pedig ez a tudás áttelepült Párizsba.